# Veskoviće
Veskoviće (cyr. Весковиће) – wieś w Serbii, w okręgu zlatiborskim, w gminie Sjenica. W 2011 roku liczyła 48 mieszkańców.